# Distrito del valle del Dibang
Valle del Dibang (en panyabí; ضلع اتلی دیبانگ وادی) es un distrito de India en el estado de Arunachal Pradesh. Código ISO: IN.AR.DV.
Comprende una superficie de 13 029 km².
El centro administrativo es la ciudad de Anini.

## Demografía
Según el censo 2011 contaba con una población total de 7 948 habitantes, lo que convierte en el distrito menos poblado de la India.